# Systropha ruficornis
Systropha ruficornis är en biart som beskrevs av Morawitz 1880. Systropha ruficornis ingår i släktet Systropha och familjen vägbin. Inga underarter finns listade i Catalogue of Life.